# 398 f.Kr.

## Händelser

### Efter plats

#### Sicilien
- Tyrannen Dionysios d.ä. av Syrakusa bryter freden med Karthago och slår till mot karthagiska städer på västra Sicilien, vilka har försvagats av pesten, och massakrerar karthager i många av dessa städer. Motya, som har en god hamn, anfalls och erövras.